# Paolo Costa (musicista)
Paolo Costa (Milano, 29 giugno 1964) è un bassista italiano.

## Biografia
Fratello del noto programmatore di suoni Max Costa, ha cominciato a suonare il basso da autodidatta all'età di 16 anni, ma il suo primo strumento è stato la chitarra.
Oltre ad aver fatto parte del gruppo dei Tomato, con cui ha partecipato al Festival di Sanremo nel 1992 col brano 'Sai Cosa Sento per Te',  ha collaborato con molti artisti italiani tra i quali ricordiamo Giuni Russo, Antonella Ruggiero, Claudio Baglioni, Roby Facchinetti, Franco Fasano, Marco Carena, Irene Fargo, Zucchero Fornaciari, Bungaro, Fiorella Mannoia, Ornella Vanoni, Gianna Nannini, Eugenio Finardi, Anna Tatangelo, Gianluca Grignani, Anna Oxa, Nek, Laura Pausini, Mia Martini, Marcella Bella, Gianni Bella, Ivano Fossati, Eros Ramazzotti, Patty Pravo, Iva Zanicchi, Edoardo Bennato, Alessandra Amoroso, Ivano Fossati, Biagio Antonacci, Milva, Al Bano, Jovanotti, Mango, Loredana Bertè, Danilo Amerio, Grazia Di Michele, Ivana Spagna, Annalisa, Roberto Vecchioni, Luca Madonia, Fabio Concato, Samuele Bersani, Tazenda, Andrea Bocelli, Fabrizio De André, Mina, Renato Zero, Franco Battiato e collaborazioni con artisti stranieri come Miguel Bosé, Alejandro Sanz, Ricardo Montaner, Sergio Dalma, Tony Hadley e Justin Hayward. A collaborazioni pop e rock affianca una carriera jazz/fusion come bassista e, a volte, chitarrista nella Biba Band. Attualmente è il bassista di Renato Zero, del gruppo dei Quarto, della Band di Eros Ramazzotti e della Tom's Family, band soul/funk milanese.

### Strumentazione
Il musicista utilizza bassi a quattro e cinque corde, con caratteristiche diverse. Predilige bassi Yamaha, tra i quali un Attitude 5 (1995) opportunamente modificato  (che non è in produzione da diversi anni). Nel suo studio di registrazione ha diversi Fender, Lackland, Hofner, Esp e un Music Man Stingray. Da diversi anni usa Amplificatori Markbass tra cui un Preamplificatore da Studio signature "Picosta". 

## Discografia
Claudio Baglioni
- 1995 – Io sono qui
- 1996 – Attori e spettatori (live)
- 1998 – A-Live
- 2000 – Acustico 13.8-22.9.2000 Sogno di una notte di note
- 2003 – Sono io - l'uomo della storia accanto

Renato Zero
- 1994 – L'imperfetto
- 1995 – Sulle tracce dell'imperfetto
- 1998 – Amore dopo amore
- 1999 – Amore dopo amore, tour dopo tour
- 2000 – Tutti gli Zeri del mondo
- 2003 – Cattura
- 2004 – Figli del sogno (live)
- 2006 – Renatissimo!
- 2009 – Presente
- 2011 – Puro spirito
- 2013 – Amo - Capitolo I e Amo - Capitolo II
- 2016 – Alt
- 2017 – Zerovskij
- 2020 – Zero Settanta vol.1, vol.2,  vol.3

Mango
- 1988 – Inseguendo l'aquila
- 1992 – Come l'acqua
- 1994 – Mango
- 1997 – Credo
- 2011 – La terra degli aquiloni
- 2014 – L'amore è invisibile

Gianni Morandi
- 2000 – Come fa bene l'amore
- 2004 – A chi si ama veramente
- 2006 – Il tempo migliore

Giuni Russo
- 1986 – Giuni
- 1987 – Album

Fiorella Mannoia
- 1992 – I treni a vapore
- 1993 – Le canzoni
- 1994 – Gente comune
- 1997 – Belle speranze
- 2008 – Il movimento del dare
- 2010 – Il tempo e l'armonia

Al Bano
- 1999 – Ancora in volo
- 1999 – Volare - My favorite italian songs

Biagio Antonacci
- 1993 – Liberatemi
- 1996 – Il mucchio

Eros Ramazzotti
- 2003 – 9
- 2009 – Ali e radici
- 2012 – Noi
- 2018 – Vita ce n'è
- 2022 – Battito infinito

Michele Zarrillo
- 2003 – Liberosentire
- 2006 – L'alfabeto degli amanti
- 2011 – Unici al mondo

Ivano Fossati
- 2003 – Lampo viaggiatore
- 2006 – L'arcangelo

 Mauro Pagani
- 1991 – Passa la bellezza
- 1992 – Puerto Escondido (Colonna Sonora)

Laura Pausini
- 2004 – Resta in ascolto
- 2018 – Fatti sentire

Loredana Bertè
- 1993 – Ufficialmente dispersi
- 1997 – Un pettirosso da combattimento

Gigi D'Alessio
- 2000 – Quando la mia vita cambierà
- 2005 – Quanti amori

Miguel Bosé
- 1984 – Bandido
- 1998 – 11 Maneras de ponerse un Sombrero

Roberto Vecchioni
- 1997 – El bandolero stanco
- 1999 – Sogna ragazzo sogna

Con altri artisti
- 1986 – Angeli in blue jeans di Alberto Camerini
- 1988 – Sindarella suite di Teresa De Sio
- 1988 – Tra me e me di Pierangelo Bertoli
- 1988 – Nefertari di Iva Zanicchi
- 1989 – Il giro del mio mondo di Ornella Vanoni
- 1989 – Il vento di Elora di Eugenio Finardi
- 1989 – Il cuore delle donne di Dori Ghezzi
- 1990 – Le nuvole di Fabrizio De André
- 1990 – Los chicos no lloran di Miguel Bosé
- 1990 – Giovani Jovanotti di Jovanotti
- 1990 – Il meglio di... di Marco Carena
- 1990 – Irene Fargo di Irene Fargo
- 1990 – L'albero della cuccagna di Cristiano De André
- 1990 – Un cielo che non sai di Franco Fasano
- 1990 – La forza dell'amore di Eugenio Finardi
- 1991 – Murales dei Tazenda
- 1991 – Sereno di Miguel Bosè
- 1991 – Cavoli amari di Gatto Panceri
- 1991 – Carena 2 - Il ritorno! di Marco Carena
- 1991 – Passioni e manie di Luca Madonia
- 1991 – Millennio di Eugenio Finardi
- 1992 – Manovale gentiluomo di Dario Vergassola
- 1992 – La voce magica della luna di Irene Fargo
- 1992 – Lato latino di Danilo Amerio
- 1992 – Ti penso di Massimo Ranieri
- 1992 – In viaggio di Fabio Concato
- 1992 – Italia d'oro di Pierangelo Bertoli
- 1992 – Tempo al tempo di Franco Fasano
- 1993 – Storie d'Italia dei Gang
- 1993 – Giorgio Conte di Giorgio Conte
- 1993 – Uomini addosso di Milva
- 1993 – Labirinti del cuore di Irene Fargo
- 1993 – Fai col cuore di Roby Facchinetti
- 1993 – Dove le canzoni si avverano di Matia Bazar
- 1994 – Doppio lungo addio di Massimo Bubola
- 1994 – I soliti accordi di Enzo Jannacci
- 1994 – La musica che mi gira intorno di Mia Martini
- 1994 – Danilo Amerio di Danilo Amerio
- 1995 – Una volta per sempre dei Gang
- 1995 – Sul confine di Cristiano De André
- 1995 – Siamo nati liberi di Massimo Di Cataldo
- 1996 – Libera di Antonella Ruggiero
- 1996 – Anime di Massimo Di Cataldo
- 1996 – Saro Fiorello di Fiorello
- 1997 – Stelle di Ron
- 1997 – Indivisibili di Ivana Spagna
- 1998 – Notti, guai e libertà di Patty Pravo
- 1998 – The Best (Airplay) di Audio 2
- 1999 – Senza pietà di Anna Oxa
- 1999 – Sospesa di Antonella Ruggiero
- 2000 – Domani di Ivana Spagna
- 2000 – L'oroscopo speciale di Samuele Bersani
- 2001 – Ferro battuto di Franco Battiato
- 2001 – Un sogno nelle mani di Paolo Meneguzzi
- 2001 – Vibrazioni di Gatto Panceri
- 2002 – Che vita! Il meglio di Samuele Bersani di Samuele Bersani
- 2002 – Le cose da difendere di Nek
- 2002 – Domani smetto degli Articolo 31
- 2002 – Tracce di Francesco Renga
- 2003 – Caramella smog di Samuele Bersani
- 2003 – Italiano medio degli Articolo 31
- 2003 – Attimo x attimo di Anna Tatangelo
- 2004 – Camere con vista di Francesco Renga
- 2005 – Uomo bastardo di Marcella Bella
- 2005 – Babybertè di Loredana Bertè
- 2006 – Nella stanza 26 di Nek
- 2007 – Forever per sempre di Marcella e Gianni Bella
- 2008 – Malika Ayane di Malika Ayane
- 2008 – Incanto di Andrea Bocelli
- 2009 – Un'altra direzione di Nek
- 2009 – Prova a dire il mio nome di Chiara Canzian
- 2009 – Facile di  Mina
- 2009 – Più di te di Ornella Vanoni
- 2009 – Italian Songbook Volume 1 di Morgan
- 2010 – Grovigli di Malika Ayane
- 2010 – Per tutte le volte che... di Valerio Scanu
- 2011 – Chiamami ancora amore di Roberto Vecchioni
- 2011 – Nali di Annalisa
- 2012 – Mentre tutto cambia di Annalisa
- 2012 – We Are Love di Il Volo
- 2012 – Love is Requited (pop vers.) da "Un Giorno Questo Dolore Ti Sarà Utile" di Elisa, Andrea Guerra
- 2013 – Spirits of the Western Sky di Justin Hayward
- 2013 – Max 20 di Max Pezzali
- 2013 – Meticci di Ornella Vanoni
- 2014 – Minoranza rumorosa di Danilo Sacco
- 2015 – Bianco e nero di Bianca Atzei
- 2015 – The Christmas Album di Tony Hadley
- 2016 – Non si fanno prigionieri di Sal Da Vinci
- 2017 – Le canzoni alla radio di Max Pezzali
- 2018 – Dream on Me di Ferdinando Arnò, Joan as Police Woman
- 2018 – Credo di Vincenzo Incenzo
- 2019 – Go for Gold di Ferdinando Arnò, Dede, Javier Straks
- 2020 – Plug & Pray di Lift Your Voice Gospel Choir
- 2020 – Cinema Samuele di Samuele Bersani